# Lisses
Lisses (phát âm tiếng Pháp: [lis]) là một xã ở tỉnh Essonne thuộc vùng Île-de-France miền bắc nước Pháp.
One of the main landmarks of the town is the Dame du Lac, a man-made architectural climbing structure in the Park du Lac (Park of the Lake), which is commonly used to practice parkour on, but is currently closed to the public.
Theo điều tra dân số năm 1999, dân số xã này là 7.206.